# Eremoplana
Eremoplana — рід богомолів родини Rivetinidae. Середнього розміру богомоли, крила сильно вкорочені в самиць, довше за середину черевця в самців. Мешкають у сухих степах та на скелях. Відомо 2 види, що зустрічаються у Північно-Східній Африці та на Близькому Сході.

## Опис
Середнього розміру богомоли з тілом довжиною 7-9 см. Голова широка, фасеткові очі виступають, округлі. Передньогруди дуже довгі, у самиці бічний край сильно зазубрений. Передні тазики сильно зазубрені, з верхівковими лопатями. Передні стегна тонкі, звужені біля основи, з 4 дискоїдальними та 4 зовнішніми шипами. Передні гомілки з 8 зовнішніми шипами. Середні та задні ноги дуже довгі. Крила сильно вкорочені в самиць, довше за середину черевця в самців. Передні крила самців прозорі, самиць матові. Черевце тендітне, трохи веретеноподібне в самиці.

## Спосіб життя
Зустрічаються на кущах у сухих місцевостях. Самці непогано літають.

## Ареал та різноманіття
Відомо 2 види, що населяють Північно-Східну Африку та Близький Схід. Ареал охоплює Єгипет, східний Судан, Ефіопію, Ізраїль, Йорданію, Палестину, Ліван, Саудівську Аравію.
Види:
- E. guerini  Reiche & Fairmaire, 1847
- E. infelix Uvarov, 1924